# Michal Lutovský
Michal Lutovský (* 18. dubna 1961 Praha) je český archeolog a historik specializující se na raně středověkou archeologii. Pracuje v Ústavu archeologické památkové péče středních Čech v Praze.
V letech 1980–1984 vystudoval prehistorii na Filozofické fakultě Univerzity Karlovy. V roce 1986 získal titul PhDr. Po studiu až do roku 1995 působil v Národním muzeu a od roku 1996 pracuje v Ústavu archeologické památkové péče středních Čech. Externě přednáší na Filozofické fakultě Univerzity Karlovy a na Západočeské univerzitě v Plzni. Dlouhodobě spolupracuje mimo jiné s muzeem v Jílovém u Prahy, kde pořádá přednášky a výstavy. Zabývá se také otázkou pohřebních rituálů. Je autorem velkého množství odborných i populárních knih a více než stovky studií otištěných v domácím i zahraničním odborném tisku. Je členem Koruny České (monarchistické strany Čech, Moravy a Slezska).